# Sunny Side
Sunny Side es una ciudad ubicada en el condado de Spalding en el estado estadounidense de Georgia. En el año 2000 tenía una población de 142 habitantes.

## Geografía
Sunny Side se encuentra ubicada en las coordenadas 33°20′30″N 84°17′25″O / 33.34167, -84.29028 (33.341724, -84.290254).
Según la Oficina del Censo, la localidad tiene un área total de 0,5 km² (0,2 mi²), de la cual 0,5 km² (0,2 mi²) es tierra y 0 km² (0 mi²) (0.00%) es agua.

## Demografía
Según la Oficina del Censo en 2000 los ingresos medios por hogar en la localidad eran de $27,083, y los ingresos medios por familia eran $30,625. Los hombres tenían unos ingresos medios de $26,000 frente a los $17,500 para las mujeres. La renta per cápita para la localidad era de $11,769. 